# Izvanzemaljske otmice
Izvanzemaljske otmice (eng. alien abduction), poseban fenomen unutar fenomena NLO-a koji zagovara postojanje otmica ljudi od strane izvanzemaljaca u svrhu vršenja eksperimenata nad ljudima. U klasifikaciji viđenja NLO-a, otmice se smatraju bliskim susretom četvrte vrste. U pravilu, kod otmica se radi o naknadnom prisjećanju žrtava koje su navodno bile otete. Ne postoje nikakvi nepobitni dokazi kojima se može potvrditi priča tobože otetih ljudi, iako su kod "otetih" ponekad nađeni metalni predmeti implantirani pod kožu.
Znanstvenici takva svjedočenja uglavnom smatraju tkz. lažnim prisjećanjem i fenomen objašnjavaju kao paralizu sna ili psihološki problem.